# Gato Barbieri

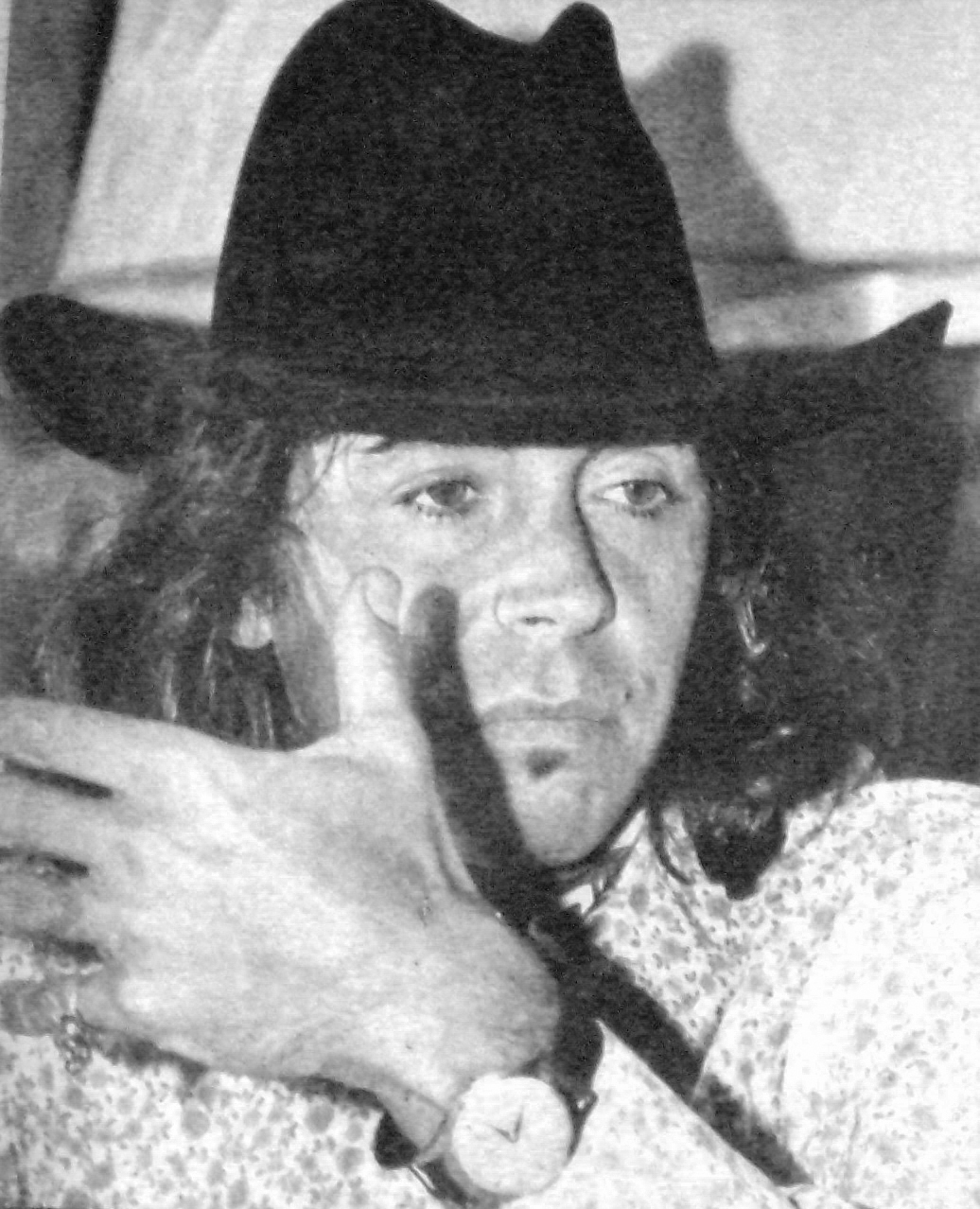
Gato Barbieri (1970)

Leandro J. „Gato“ Barbieri (* 28. November 1932 in Rosario, Argentinien; † 2. April 2016 in New York City, USA) war ein Jazzmusiker (Tenorsaxofon) und Filmkomponist.

## Leben und Wirken

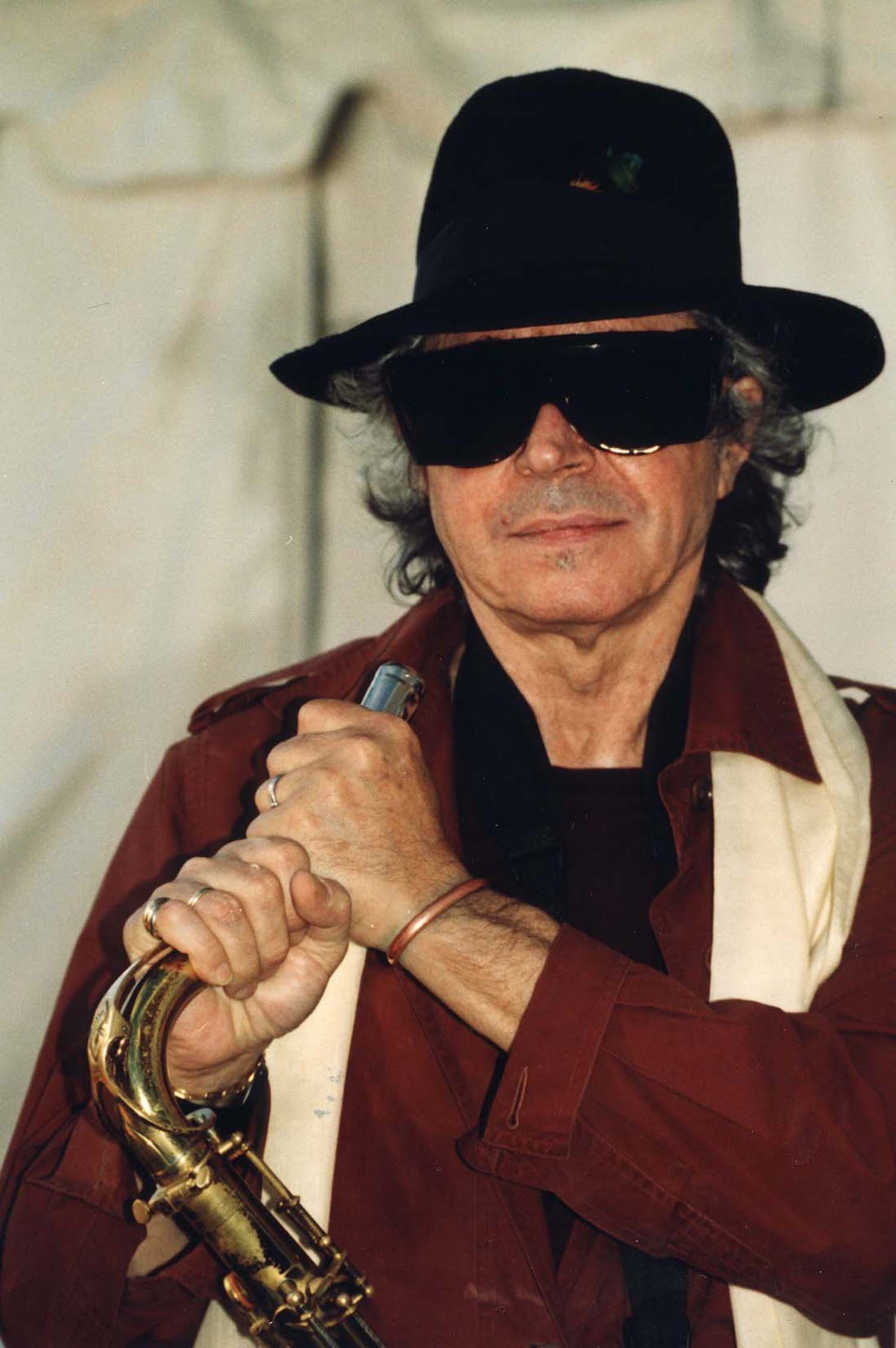
Gato Barbieri (1999)

Nach einem Musikstudium in Buenos Aires arbeitete er seit 1953 im Orchester von Lalo Schifrin. 1961 nahm er mit Jorge López Ruiz auf. 1962 zog er nach Europa (zunächst nach Rom), wo er mit Ted Curson, Jim Hall und ab 1965 Don Cherry arbeitete. Aufgrund der interessanten Arbeit im „Don Cherry Quintett“ ging Barbieri mit diesem 1967 nach New York. Dort etablierte er sich in der Free-Jazz-Avantgarde durch Zusammenarbeit mit Gruppen wie dem „Jazz Composer’s Orchestra“ oder dem „Liberation Music Orchestra“ von Charlie Haden. An der Wende zu den 1970er Jahren besann er sich auf seine Wurzeln, änderte seinen Stil und brachte nun verstärkt lateinamerikanische Musik (u. a. afrobrasilianische Musik) mit ihren vielfältigen Rhythmen in einen freien Jazzkontext ein. Dafür arbeitete er intensiv mit Perkussionisten wie Naná Vasconcelos, Airto Moreira oder James Mtume wie auch mit dem Bandoneonspieler Dino Saluzzi. Höhepunkt dieser Zeit waren seine Einspielungen Anfang der 1970er Jahre für die Plattenlabel Flying Dutchman und Impulse: The Third World (1970), Fenix (1971), El Pampero (1972) und Bolivia (1973) waren zu jener Zeit einzigartig in der Mischung aus Jazz und Latino. Die wilden Saxophon-Soli zu lateinamerikanischen Klassikern wie El dia que me quieras wurden niemals mehr erreicht – weder von Gato noch von anderen. Gato Barbieri wirkte auch in Carla Bleys Oratorium Escalator over the Hill mit, sowie in den Aufnahmen ihrer Suite A Genuine Tong Funeral mit dem Gary Burton Quartet und dem Jazz Composer’s Orchestra. 1972 schrieb Barbieri die Filmmusik für Bernardo Bertoluccis Film Der letzte Tango in Paris und gewann damit einen Grammy.
Er diente als optisches Vorbild für die Figur des Saxophonisten Zoot aus der Muppet Show.
Seit Ende der 1970er Jahre spielte Gato Barbieri eine auf den breiten Publikumsgeschmack ausgerichtete Mischung aus modernem Jazz und Popmusik, etwa mit Carlos Santana (Europa), ohne dass sich aber dabei die Intensität seines melodischen Saxophonspiels wesentlich geändert hätte. Er war ein großer, kraftvoller Lyriker – so wie es sein Rufname Gato (der Kater) vermuten lässt. Seit dem Tod seiner Frau Michelle und einem Herzinfarkt ging er nur noch vereinzelt auf Tournee oder ins Plattenstudio. Er starb an einer Lungenentzündung.

## Diskografie

### Alben
| Jahr | Titel Musiklabel Katalog-Nr.                      | Höchstplatzierung, Gesamtwochen, AuszeichnungChartplatzierungen (Jahr, Titel, Musiklabel Katalog-Nr., Platzierungen, Wochen, Auszeichnungen, Anmerkungen) | Höchstplatzierung, Gesamtwochen, AuszeichnungChartplatzierungen (Jahr, Titel, Musiklabel Katalog-Nr., Platzierungen, Wochen, Auszeichnungen, Anmerkungen) | Anmerkungen |
| Jahr | Titel Musiklabel Katalog-Nr.                      | US | R&B | Anmerkungen |
| ---- | ------------------------------------------------- | --- | --- | --- |
| 1973 | Last Tango in Paris United Artists 045            | US166 (7 Wo.)US | — | Erstveröffentlichung: April 1973 Soundtrack zum Film Der letzte Tango in Paris Grammy (Beste Instrumentalkomposition) Produzent: Alberto Grimaldi |
| 1974 | Chapter Three: Viva Emiliano Zapata Impulse! 9279 | US160 (3 Wo.)US | — | Erstveröffentlichung: September 1974 Produzent: Ed Michel                                                                                         |
| 1976 | Caliente! A&M 4597                                | US75 Gold · (32 Wo.)US | R&B45 (3 Wo.)R&B | Erstveröffentlichung: 9. August 1976 Produzenten: Herb Alpert, Michelle Barbieri                                                                  |
| 1977 | Ruby, Ruby A&M 4655                               | US66 (20 Wo.)US | — | Erstveröffentlichung: Oktober 1977 Produzenten: Herb Alpert, Michelle Barbieri                                                                    |
| 1978 | Tropico A&M 4710                                  | US96 (7 Wo.)US | — | Erstveröffentlichung: Juli 1978 Produzenten: David Rubinson, Michelle Barbieri                                                                    |
| 1979 | Euphoria A&M 4774                                 | US116 (9 Wo.)US | — | Erstveröffentlichung: Juli 1979 Produzenten: Jay Chattaway, Michelle Barbieri                                                                     |

Weitere Alben
- 1967: In Search of the Mystery (Gato Barbieri Quartet, mit Sirone, Calo Scott und Bobby Kapp; ESP-Disk 1049)
- 1968: Hamba Khale! (mit Dollar Brand; Aufnahme: Mai/Juni 1967 in Mailand; Togetherness 004)
- 1970: The Third World (Flying Dutchman 117)
- 1971: Fenix (Flying Dutchman 144)
- 1972: El Pampero (Flying Dutchman 151); Liveaufnahme vom Montreux Jazz Festival 1971
- 1973: Under Fire (Flying Dutchman 156)
- 1973: Bolivia (Flying Dutchman 158)
- 1973: Chapter One: Latin America (Impulse! 9248)
- 1974: Chapter Two: Hasta Siempre (Impulse! 9263)
- 1974: Yesterdays (Flying Dutchman 550)
- 1974: Confluence (Reissue von Hamba Khale!; mit Dollar Brand; Freedom 1003)
- 1975: Chapter Four: Alive in New York (Impulse! 9303)
- 1975: El Gato (Flying Dutchman 1147)
- 1978: Obsession (Aufnahme: Mai/Juni 1967 in Mailand; Affinity 12)
- 1982: Bahia (Fania 608)
- 1983: Gato … Para los Amigos!! (Livealbum, Aufnahme: Juni 1981; Doctor Jazz 39204)
- 1983: Apasionado (Doctor Jazz 40183)
- 1984: Passion and Fire (A&M 3029)
- 1988: The Third World Revisited (Reissue von Yesterdays; Bluebird 6945)
- 1997: Qué Pasa (Columbia 67855)
- 1999: Che Corazón (Columbia 69690)
- 2002: The Shadow of the Cat (Peak 8509)
- 2010: Gato Barbieri, Carlos Franzetti, David Finck, Néstor Astarita: New York Meeting (Melopea CDMSE 5187)
- 2019: En Vivo en Argentina (1991)(BlueArt Records – BARCD-200)

### Singles
| Jahr | Titel Album      | Höchstplatzierung, Gesamtwochen, AuszeichnungChartsChartplatzierungen (Jahr, Titel, Album, Platzierungen, Wochen, Auszeichnungen, Anmerkungen) | Anmerkungen                                              |
| Jahr | Titel Album      | R&B | Anmerkungen                                              |
| ---- | ---------------- | --- | -------------------------------------------------------- |
| 1977 | Fiesta Caliente! | R&B63 (7 Wo.)R&B | Erstveröffentlichung: Dezember 1976 Autor: Gato Barbieri |

Weitere Singles
- 1973: El Sertao
- 1973: La China
- 1973: Last Tango in Paris – Tango (… and His Orchestra)
- 1976: I Want You
- 1977: Europa (Earth’s Cry Heaven’s Smile)
- 1977: Nostalgia
- 1978: Sunride
- 1978: Poinciana (Song of the Tree)
- 1978: Latin Lady
- 1979: Firepower
- 1979: Secret Fiesta
- 1987: Tekno Mode (Leo Washington mit Gato Barbieri und Billy Cobham)

## Filmmusik
- 1969: Skizzen für eine afrikanische Orestie (Appunti per un’orestiade africana)
- 1970: Im Abgrund der Nacht (Na boca da noite)
- 1972: Der letzte Tango in Paris (Ultimo tango a Parigi)
- 1975: La guerra del cerdo
- 1979: Firepower
- 1982: Der Kuss des Fremden (Stranger’s Kiss)
- 1996: Seven Servants

## Lexigraphische Einträge
- Ian Carr, Digby Fairweather, Brian Priestley: Jazz. (Der ultimative Führer zum Jazz. 1700 Künstler und Bands von den Anfängen bis heute) (= Rough Guide.). Metzler, Stuttgart u. a. 1999, ISBN 3-476-01584-X.
- Leonard Feather, Ira Gitler: The Biographical Encyclopedia of Jazz. Oxford University Press, Oxford u. a. 1999, ISBN 0-19-507418-1.